# 黄楚平
黄楚平（1962年10月—），男，汉族，湖北黄冈人。中华人民共和国政治人物。1984年7月参加工作，1984年12月加入中国共产党。武汉钢铁学院金属材料及热处理专业毕业，北京科技大学社会科学系思想政治教育专业硕士研究生学历，中南财经政法大学国民经济学专业博士学位。現任广东省人大常委会主任、党组书记。

## 簡歷
1980年9月，在武汉钢铁学院金属材料及热处理专业学习。1984年7月，任武汉钢铁学院冶金系、材料系团总支书记、党总支干事、学生党支部书记。1986年9月，任武汉钢铁学院团委副书记（其间：1988年9月至1991年1月，在北京科技大学社会科学系思想政治教育专业全日制硕士研究生学习）。1991年1月，任武汉钢铁学院团委书记。1992年6月，任武汉冶金科技大学团委书记、学工部副部长。1997年3月，任武汉冶金科技大学后勤党总支书记。
1997年5月，任共青团武汉市委副书记、党组成员。1997年10月，任共青团武汉市委书记、党组书记（其间：1998年3月至2002年8月，兼任武汉市青联主席）。
2002年8月，任中共武汉市江汉区委副书记、代区长、区长（其间：2000年9月至2003年6月，在中南财经政法大学国民经济学专业在职博士研究生学习）。2004年8月，任中共江汉区委书记、区长。2004年11月，任中共武汉市江汉区委书记、区人大常委会主任。2006年12月，任中共武汉市委常委、秘书长、市直机关工委书记，江汉区委书记、区人大常委会主任。2007年2月，任中共武汉市委常委、秘书长，市直机关工委书记。2007年3月，任中共咸宁市委副书记、副市长、代市长（2007年8月正式当选市长）。2008年3月，任中共咸宁市委书记。2012年6月，任中共湖北省委常委、咸宁市委书记、市人大常委会主任。2012年7月，任中共湖北省委常委、宜昌市委书记、市人大常委会主任。
2016年7月，任中共湖北省委常委、湖北省人民政府副省长。2016年12月，任中共湖北省委常委、湖北省人民政府常務副省長。2018年2月24日，当选为第十三届全国人大代表。2020年9月至11月，因省长王晓东中风入院，黄楚平临时主持湖北省政府工作。
2021年1月，黄楚平升任湖北省政协主席、党组书记，晋升正部级。
2021年12月，不再担任湖北省政协党组书记，改任广东省人大常委会党组书记。
2022年1月22日，当选广东省人大常委会主任。